# 彼が二度愛したS
『彼が二度愛したS』（かれがにどあいしたエス、Deception）は、2008年のアメリカ合衆国のサスペンス映画。監督はマーセル・ランゲネッガー、出演はヒュー・ジャックマンとユアン・マクレガーなど。ヒュー・ジャックマンが設立した映画製作会社であるシード・プロダクションズの第一回製作作品である。

## ストーリー
孤独で退屈な毎日を送っていた真面目な会計士ジョナサンは、あるきっかけから秘密のクラブに参加することになり、美女との一夜限りの関係にのめり込むようになる。

## キャスト
カッコ内は日本語吹替
- ジョナサン・マコーリー: ユアン・マクレガー（平田広明） - ニューヨークの会計士。
- ワイアット・ボーズ/ジェイミー・ゲッツ: ヒュー・ジャックマン（山路和弘） - セレブな弁護士。
- S: ミシェル・ウィリアムズ（高橋理恵子） - ジョナサンが一目惚れした女性。
- ルッソ刑事: リサ・ゲイ・ハミルトン（喜田あゆ美）
- ティナ: マギー・Q（片貝薫）
- ウォール街の美女: シャーロット・ランプリング（藤波京子）
- シモーヌ・ウィルキンソン: ナターシャ・ヘンストリッジ（杉本ゆう）

## 作品の評価
Rotten Tomatoesによれば、100件の評論のうち高く評価しているのは11%にあたる11件にとどまっており、平均で10点満点中3.85点を得ている。
Metacriticによれば、23件の評論のうち、高評価は1件、賛否混在は10件、低評価は12件で、平均して100点満点中31点を得ている。